# Athens Open 1989
L'Athens Open 1989 è stato un torneo di tennis giocato sulla terra rossa. È stata la 4ª edizione del torneo, che fa parte del Nabisco Grand Prix 1989. Si è giocato ad Atene in Grecia dal 10 al 17 aprile 1989.

## Campioni

### Singolare maschile
Ronald Agénor ha battuto in finale  Kent Carlsson con il punteggio di 6–3, 6–4

### Doppio maschile
Claudio Panatta /  Tomáš Šmíd hanno battuto in finale  Gustavo Giussani /  Gerardo Mirad con il punteggio di 6–3, 6–2